# Gyracanthocephala
Gyracanthocephala je red v razredu Eoacanthocephala.

## Družine
| Družina       | Število manjših skupin (vrsta, podvrsta ...) |
| ------------- | -------------------------------------------- |
| Quadrigyridae | 127                                          |